# Edgar Dale
Edgar Dale (né le 27 avril 1900 à Benson (Minnesota) (États-Unis) – mort le 8 mars 1985 à Columbus (Ohio)), est un professeur et chercheur en éducation américain. Il a enseigné à l'université d'État de l'Ohio. Il est particulièrement connu pour avoir posé les bases du cône de Dale.

## Biographie
Dale grandit dans le Dakota du Nord. Il obtient un B.A. et un M.A. de l'université du Dakota du Nord et un Ph.D de l'université de Chicago. Sa thèse s'intitule Factual Basis for Curriculum Revision in Arithmetic with Special Reference to Children's Understanding of Business Terms.
En 1933, Dale publie un article présentant une analyse de l'interaction des adolescents avec les films différente de celle des Film Control Boards de l'époque.

## Prix et distinctions
Tirée de Biographical Dictionary of American Educators, :
- 1961 : Educational Film Library Association Award
- 1968 : Eastman Kodak Gold Medal Award
- 1972 : 
  - Distinguished Services Award
  - National Reading Hall of Fame